# Иван Цеков (революционер)
Иван Цеков Иванов е български революционер, деец на Вътрешната македонска революционна организация.

## Биография
Иван Цеков е роден през 1879 година в царевоселското село Бигла, тогава в Османската империя, днес в Северна Македония. Влиза във ВМОРО и в периода 1914 – 1915 година е презграничен куриер на организацията. След Първата световна война, когато родният му край е върнат на Сърбия, в 1920 година става четник на Евтим Полски. Участва в сраженията при Стамер, Царевоселско. При Бигла се сражава с трима сръбски войници и е ранен в левия крак. В 1933 година участва при атентата на сръбския граничен участък в град Царево село.
На 7 април 1943 година, като жител на Бигла, подава молба за българска народна пенсия. Молбата е одобрена и пенсията е отпусната от Министерския съвет на Царство България.